# Martin Flicker
Martin Flicker (* 6. Oktober 1969 in Wien) ist ein österreichischer Gärtner und Politiker (ÖVP).

## Leben und Karriere
Martin Flicker wurde am 6. Oktober 1969 in Wien geboren und besuchte von 1975 bis 1984 die Pflichtschule, ehe er eine Ausbildung zum Gärtnergehilfen begann. Seit dem Jahr 1985 ist er selbstständiger Gärtner der LGV-Frischgemüse Wien und schloss zwei Jahre später seine Ausbildung ab. Seit 1992 ist er Gärtnermeister. Nach der Übernahme des Unternehmens seiner Eltern führt er dieses seither in dritter Generation fort. Nachdem die ursprüngliche Fläche der Stadterweiterung von Wien zum Opfer fiel, pachtete sich Flicker im Jahr 2003 zusammen mit einem Kollegen auf Gründen in unmittelbarer Nähe zum Badeteich Hirschstetten ein. Dort wird seitdem eine Fläche von einem Hektar bewirtschaftet. Das auf Gurken spezialisierte Unternehmen, das jedoch auch andere Gemüsesorten anbaut, verfügt auch über einen zweiten Betriebsstandort in der Nähe. Bereits seit dem Jahr 2000 tritt Flicker als Bezirksobmann des Bauernbunds in der Donaustadt in Erscheinung und gehörte dem 22. Wiener Gemeindebezirk von 2001 bis 2011 auch als Bezirksrat der ÖVP an. Parallel zu dieser Funktion ist er seit dem Jahr 2003 Kammerrat in der Wiener Landwirtschaftskammer, seit 2008 Klubobmann der Fraktion Bauernbund und der Wiener Landwirtschaftskammer, sowie seit 2007 Landesobmannstellvertreter des Wiener Bauernbunds. Am 23. September 2011 löste er Matthias Tschirf im Wiener Gemeinderat und Landtag ab und gehörte diesem in der restlichen Zeit der 19. Wahlperiode an. Bereits 2010 kandidierte Flicker bei den Landtagswahlen auf Platz 2 der Wahlkreisliste für den Gemeinderat.

## Privates
Flicker ist verheiratet und Vater zweier Kinder. Er ist Mitglied der Freiwilligen Feuerwehr Breitenlee, bei der er zurzeit im Rang eines Hauptfeuerwehrmanns (HFM) steht.

## Auszeichnungen (Auswahl)
- 2023: Goldenes Ehrenzeichen für Verdienste um das Land Wien[3]